# Telcon
I flyveledelse henviser en Telcon til de rutinemæssige telefonmøder, der finder sted mellem Traffic Management Coordinators på forskellige FAA-faciliteter i løbet af dagen. Telcon inkluderer normalt Operations Plan (OP), udstyrsudfald, interne initiativer, terminalbegrænsninger, oplysninger om rutelukning/genopretning, forventede Traffic Management Initiatives (TMI), der er nødvendige for at styre systemet, og/eller andre problemer, der kan påvirke drifter (f.eks. som bemanding eller særlige begivenheder).